# ويزلي ألبرت روبنز
ويزلي ألبرت روبنز هو سياسي كندي، ولد في 14 أغسطس 1916، وتوفي في 12 مارس 2008. حزبياً، نشط في Saskatchewan New Democratic Party ‏. وقد انتخب عضو المجلس التشريعي من ساسكاتشوان.